# Segura (gmina)
Segura – gmina w Hiszpanii, w prowincji Guipúzcoa, w Kraju Basków, o powierzchni 9,22 km². W 2011 roku gmina liczyła 1477 mieszkańców.